# Mémorial des victimes de la déportation de 1944
Ne doit pas être confondu avec Mémorial des Martyrs de la Déportation.

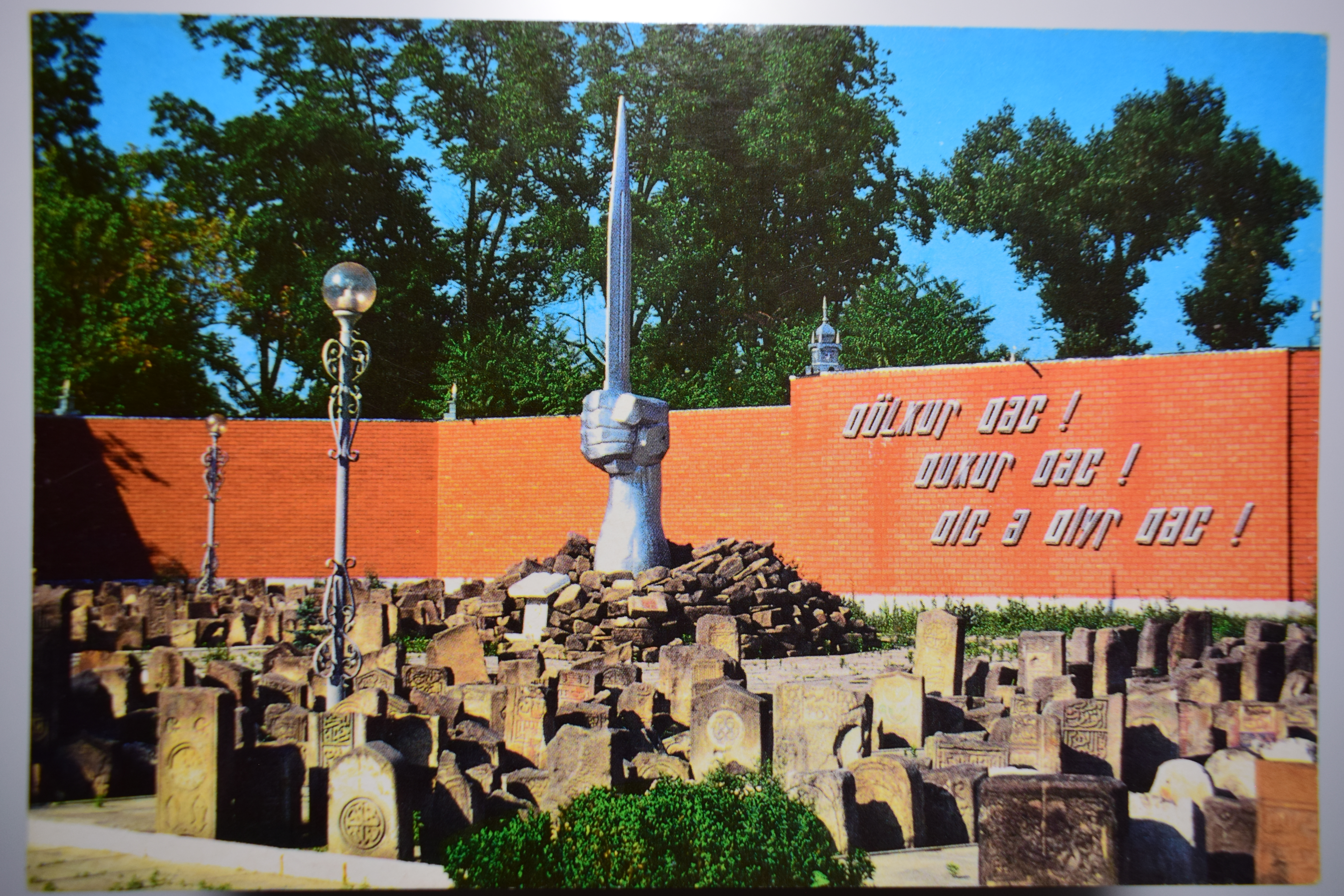
Carte postale à l'effigie du Mémorial

Le Mémorial des victimes de la déportation de 1944 (en tchétchène : 1944 шарахь дIабохийначеран хIоллам, en russe: Мемориал жертвам депортации 1944 года) était un mémorial tchétchène dans le centre de Grozny, capitale de la Tchétchénie, ouvert en été 1992 à la mémoire des victimes du génocide perpétré par le régime stalinien à l'encontre des Tchétchènes lors et à la suite de leur déplacement forcé vers l'Asie centrale en février 1944. 
Partiellement détruit sous les bombardements de l'armée russe durant la période 1994-1996 et 1999-2000, le complexe commémoratif fut encore saccagé lors d'une tentative pour le démolir menée en 2008 par les autorités. Sur le coup, l'indignation de défenseurs des droits de l'homme face à cette « barbarie » et à ce « vandalisme » sauva « le seul monument vraiment tchétchène de la ville » de la démolition complète, même si, considéré inévitablement comme symbole indépendantiste, il fut alors entouré d'une clôture, de sorte que plus rien n'indiquait au non-initié qu'un mémorial ou autre chose se trouvait là, quelque part.
Cependant, en février 2014, à la veille du 70e anniversaire de la déportation du peuple tchétchène, le Mémorial fut discrètement et définitivement démantelé « par ordre venu d'en haut »,. Des pierres tombales qui constituaient une partie intégrante du monument furent transférées sur la place Akhmad Kadyrov et posées à côté des stèles de granit honorant les pertes du pouvoir local prorusse.

## Description
Il s'agissait du petit cimetière symbolique entouré de deux côtés par des murs en brique sur l'un desquels on pouvait lire : « Nous ne pleurerons pas, nous ne plierons pas, nous n'oublierons pas. » À gauche du monument, des plaques commémoratives apportaient certaines informations sur les événements, comme les noms des villages brûlés par l'Armée rouge et par le NKVD, ainsi que les listes et le nombre total des morts. Au centre du Mémorial, la main tenant un poignard surgissait de la tombe agrémentée des fragments de pierres tombales. Avant les destructions subies par le Monument, devant ce poing de métal se trouvait également une sculpture en marbre représentant le Coran ouvert à la sourate Ya Sin (la prière des agonisants ou des morts chez les musulmans), dont ne restait plus tard que le piédestal.

## Historique
La création du Mémorial fut le résultat du mouvement populaire qui s'était déployé en Tchétchénie dès la fin des années 1980. Les gens commencèrent à ramasser des pierres tombales (en tchétchène : tchartash) utilisées après la déportation des Tchétchènes à des fins de construction : on en avait bénéficié en jetant les fondations de maisons, de trottoirs, de canalisations, de porcheries, de ponts, etc. Cette application pratique des tchartash, qui perdirent leur raison d'être du fait que les déportés étaient censés rester en exil à perpétuité, comporte aux yeux des Tchétchènes un sacrilège.
Comme lieu de stockage pour les pierres tombales ainsi apportées de tous les coins de la république, on utilisa la rue Pervomaïskaïa à la croisée de laquelle avec celle Tchékhov, sur un terrain d'environ 3 000 m2, fut ensuite érigé le Mémorial. L'initiative de ce projet, réalisé sous la direction du sculpteur Dartchi Khassakhanov, revient au premier président tchétchène Djokhar Doudaïev.